# Aderus atromarginatus
Aderus atromarginatus is een keversoort uit de familie schijnsnoerhalskevers (Aderidae). De wetenschappelijke naam van de soort werd in 1947 gepubliceerd door Maurice Pic.